# Petalophyllaceae
Petalophyllaceae är en familj av bladmossor. Petalophyllaceae ingår i ordningen Fossombroniales, klassen Jungermanniopsida, divisionen bladmossor och riket växter. Enligt Catalogue of Life omfattar familjen Petalophyllaceae 2 arter. 
Kladogram enligt Catalogue of Life:
| Petalophyllaceae | \| \| Petalophyllum \| \| \| \| \| \| Sewardiella \| \| \| \| |
|                  | \| \| Petalophyllum \| \| \| \| \| \| Sewardiella \| \| \| \| |
|                  | Allisoniaceae                                                 |
|                  |                                                               |
|                  | Calyculariaceae                                               |
|                  |                                                               |
|                  | Fossombroniaceae                                              |
|                  |                                                               |
|                  | Makinoaceae                                                   |
|                  |                                                               |
|                  | Petalophyllum                                                 |
|                  |                                                               |
|                  | Sewardiella                                                   |
|                  |                                                               |

|  | Petalophyllum |
|  |               |
|  | Sewardiella   |
|  |               |